# Сокуле (Більський повіт)
Сокуле (пол. Sokule) — село в Польщі, у гміні Дрелів Більського повіту Люблінського воєводства.
Населення — 170 осіб (2011).
У 1975-1998 роках село належало до Білопідляського воєводства.

## Демографія
Демографічна структура станом на 31 березня 2011 року:
|          | Загалом | Допрацездатний вік | Працездатний вік | Постпрацездатний вік |
| -------- | ------- | ------------------ | ---------------- | -------------------- |
| Чоловіки | 93      | 16                 | 67               | 10                   |
| Жінки    | 77      | 23                 | 41               | 13                   |
| Разом    | 170     | 39                 | 108              | 23                   |